# Christian August Crusius
Christian August Crusius (ur. 10 stycznia 1715 w Leuna, zm. 18 października 1775 w Lipsku) – niemiecki filozof i teolog.

## Życiorys
Urodził się w miejscowości Leuna w Saksonii. Wykształcenie zdobył na uniwersytecie w Lipsku, gdzie został profesorem w roku 1750. Był zagorzałym przeciwnikiem filozofii Gottfrieda Leibniza i Christiana Wolffa. Odrzucał dowód ontologiczny na rzecz istnienia Boga, kładł nacisk na ograniczenia ludzkiego poznania i niemożliwość wzniesienia gmachu wiedzy tylko przy użyciu środków logiki i matematyki. Wywarł znaczący wpływ na poglądy Immanuela Kanta. Był pietystą.

## Dzieła
- Entwurf der nothwendigen Vernunftwahrheiten (1745)
- Weg zur Gewissheit und Zuverlässigkeit der menschlichen Erkenntniss (1747)
- Hypomnemata ad theologiam propheticam (1764–1778)
- Kurzer Entwurf den Moraltheologie (1772–1773)